# بطولة العالم لكرة اليد للرجال 1970
بطولة العالم لكرة اليد للرجال 1970 (بالفرنسية: Championnat du monde masculin de handball 1970)‏ هو موسم من بطولة العالم لكرة اليد للرجال. أقيم خلال الفترة 26 فبراير 1970 وحتى 8 مارس 1970، وفاز فيه منتخب رومانيا لكرة اليد.